# Raúl Paz Alonzo
Raúl Paz Alonzo (Mérida, Yucatán; 21 de febrero de 1976) es un político mexicano, militante del Movimiento Regeneración Nacional. Fue diputado local y presidente del Comité Directivo Estatal del PAN en Yucatán, hasta febrero de 2018. Actualmente es Senador al Congreso de la Unión de México por Yucatán.

## Estudios
Estudió la Licenciatura en Economía, en el Instituto Tecnológico de Monterrey (ITESM). Cuenta con diplomados sobre planeación estratégica y liderazgo por el ITESM, así como un diplomado en alta dirección por la Universidad de Harvard.

## Trayectoria política
En 2002 fue Jefe de la Unidad de Planeación y Evaluación de la Secretaría de Comunicaciones y Transportes.
Después en 2003 fue subdelegado de prestaciones en el Instituto de Seguridad y Servicios Sociales de los Trabajadores del Estado (ISSSTE), delegación Yucatán.
De 2007 a 2011 fue Gerente del Programa de Abasto Social Yucatán de LICONSA S.A. de C.V.
En 2012 fue diputado federal por el Distrito IV de Yucatán en la LXII Legislatura del Congreso de la Unión.
En mayo de 2015 fue designado diputado local plurinominal por el Comité Directivo Estatal del PAN Yucatán y coordinador de la bancada en el Congreso Local.
En julio de 2015 se convirtió en dirigente estatal del PAN en Yucatán.
En febrero de 2018 fue designado candidato al Senado de la República por Yucatán, quedando como senador de primera minoría.
En septiembre de 2018 tomó cargo como senador al Congreso de la Unión de México por Yucatán.

## Senador al Congreso de la Unión de México
Como senador de la República, perteneció a la bancada del PAN en el Senado y forma parte de 3 comisiones, de las cuales es:
- Secretario de la Comisión de Cultura.[12]
- Integrante de la Comisión de Turismo.[13]
- Actualmente preside la Comisión de Recursos Hidráulicos[14]

##### Iniciativas presentadas sobre la Emergencia Climática
El 23 de septiembre de 2021 presenta ante el Senado la iniciativa de Ley para convertir al Ecocidio en delito grave en México sumándose al movimiento de Stop Ecocide que busca convertir al ecocidio como quinto delito contra la paz.

## Otros cargos
En 1998 fue asesor de la mesa directiva del estado de Yucatán en el ITESM.
Un año después, fungió como coordinador de logística en la Organización del Simpósium de Economía en el ITESM.
De agosto a diciembre de 2000, fue tesorero del consejo de la Asociación de Grupos Especializados del ITESM.